# Hugh de Roxburgh
Hugh (aussi nommé Hugo de Roxburgh ou Hugo Cancellarius) était évêque de Glasgow et Chancelier d'Écosse à la fin du XIIe siècle. Il fut élu à la chaire en 1199, peu après la mort de son prédécesseur, Jocelin. Cependant, il est probable qu'il n'ait jamais été consacré, décédant le 10 juillet 1199, moins de 4 mois après son élection. Il fut enterré à l'abbaye de Jedburgh.